# Websèrie
Una websèrie o una sèrie web és una sèrie d'episodis distruibuits per mitjà d'Internet o també per mòbil, i part del nou mitjà emergent anomenat WebTV. Cada programa d'una websèrie s'anomena un episodi (en anglès el terme webisode s'ha criticat força). Poden ser difosos per mitjà de plataformes gratuïtes com ara Youtube, Vimeo o mitjançant subscipció a Netflix o Crackle.
En ser un nou mitjà emergent, la definició abasta qualsevol tipus de producció per a ser distribuïda a través d'Internet, de tal manera que resulta indiferent la duració, temàtica i gènere. Així poden ser imatge real o animació.
El format estàndard de la sèrie web són temporades amb episodis de 5 a 15 minuts que ha quedat reduït a la creativitat i als recursos del seus productors. De tal manera que veiem sèries amb molt pocs recursos, però algunes han sigut guardonades com House of Cards, de la televisió web Netflix. que va obtindre 9 nominacions als Premis Primetime Emmy el 2013. Amb relació a l'èxit de les sèries de House of Cards o Orange Is the New Black, s'ha anunciat com a "Les dues ficcions estrella de la plataforma online Netflix que han deixat clar que el model tradicional de les sèries, si en quedava algun dubte, ha canviat per complet. No només s'han estrenat les seues segones temporades integres per a comsumir-les a demanda sinó que competeixen en igualtat de condicions amb les sèries tradicionals i a més no cal que s'emeta per un canal televisiu.
Mentre que la popularitat de les websèries continua augmentant, el concepte mateix no és totalment nou. Scott Zakarin creava la primera websèrie finançada amb publicitat el 1995, The Spot. Homicide: Second Shift (Homicida: Segon torn) va ser una websèrie pionera que lligava amb la sèrie de TV Homicide: Life on the Street (Homicida: Vida al Carrer). La websèrie va començar el 1997 i finalment es va cancel·lar a causa de restriccions financeres i limitacions tecnològiques.
L'augment de popularitat de les websèries es pot veure com un resultat de la disponibilitat creixent de banda ampla i la tecnologia de streaming de vídeo millorada. Això ha permès als productors independents crear sèries de baix pressupost distribuïdes en la Internet, però més recentment, les principals companyies productores de televisió estan fent servir Internet com un mitjà per promocionar els seus programes de TV així com per desenvolupar mitjans de comunicació específics i programes per a Internet.

## Història
The Spot, o thespot.com, va ser la primera història formada episodis en línia, i el primer lloc web en integrar en la seva història fotos, vídeos i el que posteriorment es coneixeria com a blocs. Creat per Scott Zakarin el 1995, The Spot va ser descrit com el "Melrose Place-a-la-web" i mostrava una rotació de joves i atractius actors que interpretaven a vint anys a la moda, els qui llogaven cambres en una casa a la platja al sud de Califòrnia anomenada "The Spot", a Santa Monica, Califòrnia. Infoseek va atorgar al lloc el títol de "Cool Site of the Year," premi que en l'actualitat és conegut com el Webby.
També el 1995, Bullseye Art va ser un dels primers publicadors web a crear webisodes animats. Els primers, i pocs webisodes, creats i apareguts en aquest lloc van incloure Porkchops, Internet the Animated Sèries i Rat Chicken. El 1998 Bullseye Art va tenir un gran èxit amb la webseries Miss Muffy and the Muf Mob, i amb això van aconseguir desenvolupar un acord amb MTV. També va crear Space Dog, el qual va guanyar popularitat amb Atom Films. El contingut original de Bullseye Art es pot veure en Magic Butter web network.
El 2003 Microsoft va estrenar MSN Video, que contenia la sèrie web original Weird TV 2000 (dels creadors de la sèrie de televisió Weird TV). Weird TV 2000 mostrava dotzenes de curts, comèdies i mini documentals produïts exclusivament per MSN Video.
Entre 2003 i 2006, moltes sèries web independents van aconseguir arribar popularitat, destacant Red Vs Blue (creada per [[Rooster Teeth]]). La sèrie va ser distribuïda de forma independent en els portals en línia YouTube i Revver, com també el lloc Rooster Teeth. La sèrie va aconseguir més de 100 milions de visites durant la seva estrena original. Sam Has seven Friends, estrenada entre l'estiu i la tardor de 2006, va ser nominada a un Premis Daytime Emmy, i va ser temporalment eliminada d'internet en ser adquirida per Michael Eisner.
En 2008 Bravo va llançar la seva primera sèrie web setmanal titulada "The Malan Show". Seguia a Malan Breton, dissenyadora de modes de Nova York, en el seu procés per aconseguir l'èxit als Estats Units com a dissenyadora independent.
Les websèries per televisió han continuat guanyant en popularitat i notorietat durant els subsegüents anys. Algunes de les websèries per televisió més notables inclouen Lonelygirl15, Myspace Road Tour, Prom Queen, Dr. Horrible's Sing-Along Blog., El Guild, The legend of Neil, Dorm Life, This Day Sucks the series Arxivat 2010-06-03 a Wayback Machine., i moltes més. El 2009, les sèrie de televisió per web estrenaven el seu primer espectacle de premis, el Streamys.
Dos anys més tard, el 2010 Netflix va començar la seua expansió internacional, oferint serveis de streaming amb una programació molt variada. Així podríem trobar sèries produïdes prèviament per a televisió o be, sèries i pel·lícules de producció pròpia, que a més va trencar amb la tradicional manera de fer web sèries que era amb un pressupost més baix.
A Espanya, el món de les sèries web es va començar a desenvolupar a finals de la dècada dels noranta amb Javi y Lucy, dirigida per Javier Fesser, i, uns anys més tard, La cuadrilla espacial, ambdues per a la plataforma plus.es .
Després en 2004, arribà Cálico Electrónico, una sèrie d'animació ambientada en una ciutat futurista que amb onze anys d'emissió es va convertir en la més longeva a nivell nacional.
Des d'aquest moment va haver-hi un fort increment de la quantitat de sàries transmitides en el període de 2007 a 2010. Per exemple Al llarg de 2008 i 2009 es va duplicar la producció d'aquest contingut de25 a 56, arribant a 66 en 2010.
A més, amb l'arribada de Netflix a Espanya el 20 d'octubre de 2015 es va trobar la primera gran plataforma dedicada a aquesta indústria, portant en la seua majoria sèries web dels EUA Però també ha propiciat la primera web sèrie espanyola amb una producció major: Las chicas del cable.
La producció d'aquestes ficcions distribuïdes per internet va proliferar a Espanya tant que avui es considerada una de les majors potències mundials en creació de websèries.

## Producció i distribució
L'argument de la popularitat d'Internet i les millores en la tecnologia de streaming vídeo, impliquen que produir i distribuir una websèrie sigui relativament barat per nivells tradicionals i permet als productors posar-se en contacte amb una audiència potencialment global que pot accedir a les emissions 24 hores al dia.
L'emergent potencial de tenir èxit del vídeo webs ha captivat la mirada d'alguns dels principals executius del negoci de l'entreteniment d'Amèrica, incloent-hi l'anterior executiu Disney i actual cap de la Tornante Company, Michael Eisner. La subdivisió Vuguru d'Eisner de Tornante partnered amb el conglomerat de mitjans de comunicació canadenc Rogers Media el 26 d'octubre de 2009, garantia plans de produir més de 30 nous programes webs a l'any. Rogers Media ajudaran finançar i distribuir les produccions futures de Vuguru, consolidant així una connexió directa entre mitjans de comunicació vells i nous.
El FMG TV and Radio Network es va crear el 2004 produint sèries web en línia tant en àudio com en vídeo.
Fins avui, FMG Network ha ajudat a crear més de 150 programes web.
Les sèries web es poden distribuir directament des dels llocs web dels productors o des de llocs de vídeo en línia com YouTube, Vimeo, o Blip.

## Premis i Festivals
El 2008, es fundà l'International Academy of Web Television amb la missió d'organitzar i donar suport a la comunitat de creadors de televisió webs, actors, productors i executius. Administra la selecció dels guanyadors als Streamy Awards, els premis per a televisió webs i continguts de websèries.
L'octubre de 2010 la xarxa Fmg Ceo Jody Colvard presentà el primer Streaming Idol anual- que recercarà la pròxima estrella web.
- Indie Series Awards: Fundat en 2010 a Los Angeles per a celebrar l'excelència en la tevisió web. Considerada una de les més prestigioses cerimònies per a websèries.
- Los Angeles Web Series Festival: el LA Web Festival fou el primer event en el món en estar dedicat exclusivament a las sèries web. En el seu primer festival, en 2010, es va premiar a las sèries "ABIOLA'S KISS & TELL TV", "PARTY GIRL PLUS ONE", "DIARY OF A SINGLE MOM", "SEMI DEAD" y "SETH ON SURVIVAL", entre d'altres. En la edición de 2014, varias websèries espanyolas foren premiades. Libres va guanyar el premi a Millor Actriu Dramática: Nahia Láiz, Carmen Giménez; Millor Actor Secundari: Antonio de la Fuente y Millor Fotografía: Íñigo Olea. "Sin Vida Propia" va guanyar els premis a Millor Actriz Cómica (María Albiñana), Gran Premi del jurat i Millor sèrie de Comèdia.
- HollyWeb Festival: Un festival amb premiació anual dedicat exclusivament a las sèries web. Es troben en el seu cuart any (2015), i té lloc en primavera a la ciutat de Hollywood, Califòrnia.
- Melbourne Web Fest, festival australià que va tindre el seu primer event el 20 de juliol de 2013.
- Vancouver Webseries Festival: Des de Los Angeles Web Festival ha sigut el primer event mundial dedicat exclusivament a web series.
- Chicago Comedy Film Festival: Iniciat en 2013.
- London Web Fest el primer Web Fest en el Regne Unit i el primer a nivell internacional en ser organitzat per un reconegut festival de cine, el Raindance Film Festival. El primer event va tindre lloc el 28 y 29 de setembre de 2013.
- Campiflegreiwebseriesfest a Campiflegrei, Naples, primer event en octubre de 2013
- Rome Web Fest a Roma, Itàlia, va començar en 2013.
- Toronto reuneix a una àmplia comunitat de sèries web, que fan trobades cada dos mesos. També és la llar d'IWCC-CIWC, el The Independent Web Series Creators of Canada - Créateurs Indépendants de Séries Web du Canada.
- IAWTV International Academy of Web Television Awards (IAWTV Awards) El IAWTV fou fundat el 2008 i està dedicat a l'avanç de les arts i ciències de la producció de televisió web. La filiació se ofereix sols per invitació personal i els seus membres representen a tots els sectors i especialitats de la producció de televisió web.
- The Web Show Show, ubicat a Los Angeles, tenen partits mensuals entre gener i octubre, exhibint i competint sèries web de comèdia. Els concursants reben feedback en viu de part dels panells de jutges formats per estrelles i persones famoses de YouTube i de llocs como Cracked.com, Funny or Die, i CollegeHumor. El guanyador de cada event és elegit per votació popular en viu, i se li ofereix una invitació al campionat anual.
- Bawebfest Es el primer Festival Internacional de Sèries Web de Sud-amèrica i té lloc en la Ciudad de Buenos Aires, Argentina en el mes de març.
- Marseille web fest és el primer festival de wèbseries més gran d'Europa. Ubicat en Frància i fundat per Jean-Michel Albert, únicament 25 websèries de tot el món competeixen en la selecció oficial. L'edició de 2014 va tindre lloc del 17 al 19 d'octubre. El jurat, presidit per Jackson Rathbone, va atorgar el premi a la websèrie canadenca Michaelle en Sacrement.
- A Espanya actualment se celebren tres festivals de websèries: Carballo Interplay, el Bilbao Web Fest i el FIDEWÀ (Festival Internacional de Websèries de l'Alfàs del Pi).

## Websèries en català
En llengua catalana, la producció de websèries el 2012 és encara molt embrionària. En el gènere de ficció existeixen alguns exemples per a la xarxa: Cubicles, BigBanc," "El Ramon de les Olives", "Les coses grans", "Els convidats" i "Catacrac", per exemple. En el gènere documental trobem un altre exemple: Bloc dels Pescadors.

## Websèries en castellà
Algunes de les websèries produïdes a Espanya que destaquen entre d'altres:
- Cálico electrónico
- La niña repelente
- Enjuto Mojamuto
- Freaklances
- Pako y Joe
- Con pelos en la llengua
- La supercafetera
- Malviviendo
- Spaniards in London
- Entre pipas
- 18.0
- Croatian files
- Desde la oscuridad
- Desenterrados
- La guía de Bécquer
- SKAM España